# Степенева асоціативність
Степенева асоціативність — одна з ослаблених форм асоціативності, використовується в абстрактній алгебрі.
Алгебрична структура називається степенево-асоціативною відносно бінарної операції {\displaystyle *} якщо її підсистема породжена довільним елементом є асоціативною відносно {\displaystyle *}.
Тобто, якщо довільний елемент {\displaystyle x} множиться на себе декілька разів, то результат не залежить від порядку операцій.
Тому можливо ввести нотацію піднесення до степеня: 
{\displaystyle x^{1}=x,\quad x^{n+1}=x^{n}*x}
без уточнення правил виконання операції.
Ця умова сильніша за {\displaystyle \forall x:\;(xx)x=x(xx)}, але слабша за асоціативність.
Наприклад:
- всі 5 варіантів четвертого степеня {\displaystyle ((xx)x)x=(x(xx))x=x((xx)x)=x(x(xx))=(xx)(xx)}.
- всі варіанти четвертого степеня записані рекурсивно: {\displaystyle x^{3}x=xx^{3}=x^{2}x^{2}}.

Інша ослаблена форма асоціативності — альтернативність; вона є сильнішою за степеневу асоціативність тільки при деяких додаткових обмеженнях.